# Albert Dagnaux

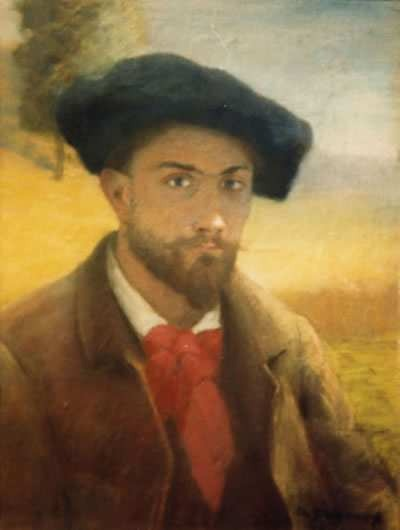
Selbstbildnis (1885)

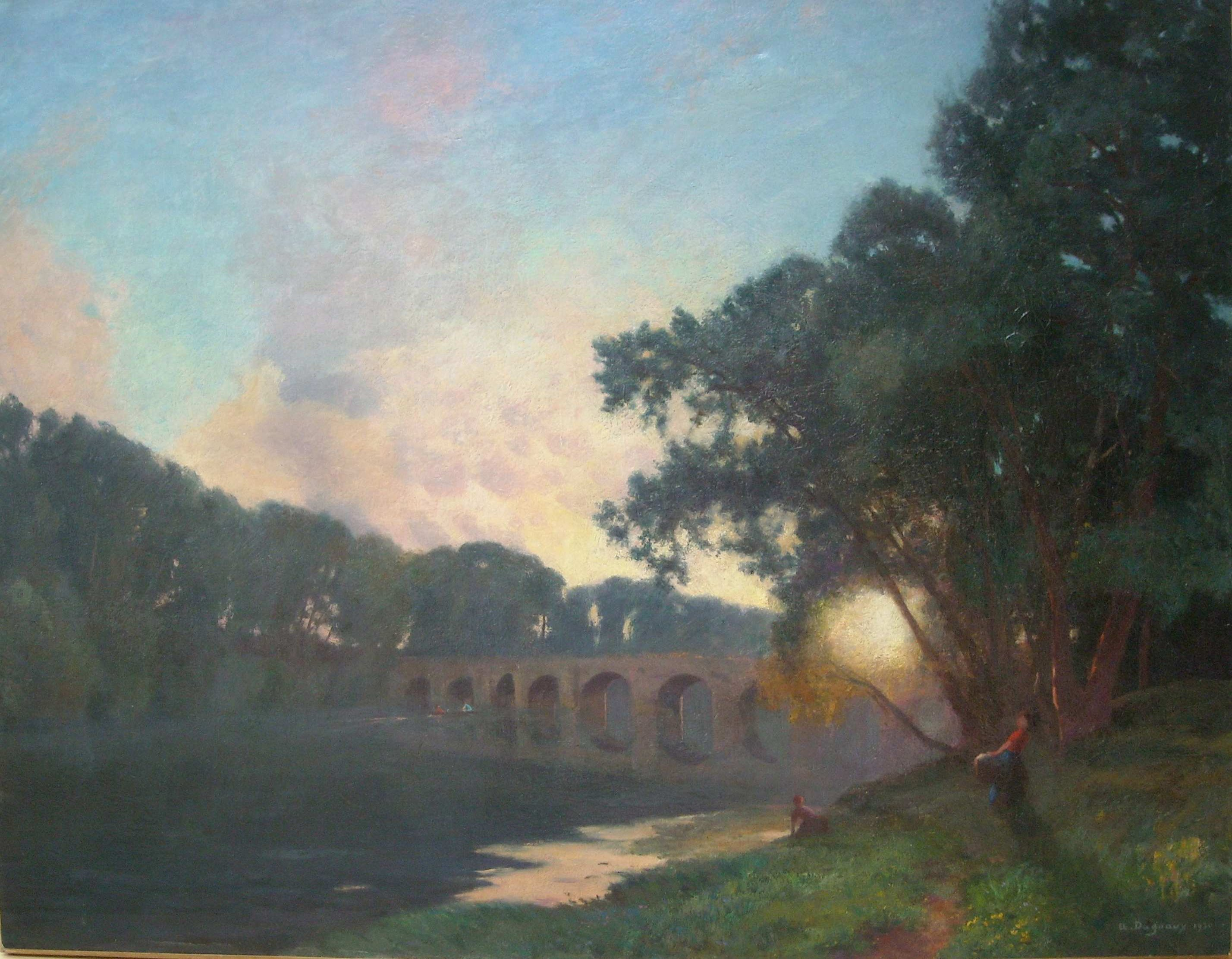
Lavandières au pont de Mantes

Albert Dagnaux (* 10. Juli 1861 in Paris; † 22. November 1933 in Mantes-la-Jolie; vollständiger Name Albert Marie Adolphe Dagnaux) war ein französischer Maler und Graveur des Impressionismus und des Naturalismus.

## Leben
Albert Dagnaux wurde im 16. Arrondissement von Paris als Sohn von Eugène Dagnaux († 1871) und Angeline Torriani († 1920) geboren. Seinen Eltern gehörte das kleine Restaurant «Le Dagnaux» im 6. Arrondissement in der Rue de l'Ancienne-Comédie, sein älterer Bruder Charles war Juwelier in Paris.
Ab 1878 studierte Dagnaux an der École nationale supérieure des beaux-arts de Paris bei Ernest Victor Hareux.
1883 stellte Dagnaux im Salon de la Société des artistes français sein Bild Gentilly, quatre heures du soir aus, erhielt dafür jedoch kein Honorar.
1890 verließ er den Salon, um der Société nationale des beaux-arts beizutreten. Jean-Louis-Ernest Meissonier wurde sein Förderer. Im gleichen Jahr begann die Anerkennung seines Werkes von der Kritik der Epoche. Drei Jahre später (1893) hatte er mit seinem Bild Avenue du Bois de Boulogne; club des Pannés seinen ersten großen Erfolg.
Dagnaux nahm 1900 an der Weltausstellung in Paris teil und stellte sein Bild Le jardin du général aux Invalides vor. Im Folgejahr heiratete er die Spanierin Marie Esteva (* 1867 in Audincourt). Gemeinsam lebten sie in der folgenden Zeit in unterschiedlichen Wohnungen in Paris, bis sie um 1910 nach Mantes-la-Jolie zogen. 
Dagnaux ist auf dem Friedhof Duhamel in Mantes-la-Jolie beigesetzt.

## Werk

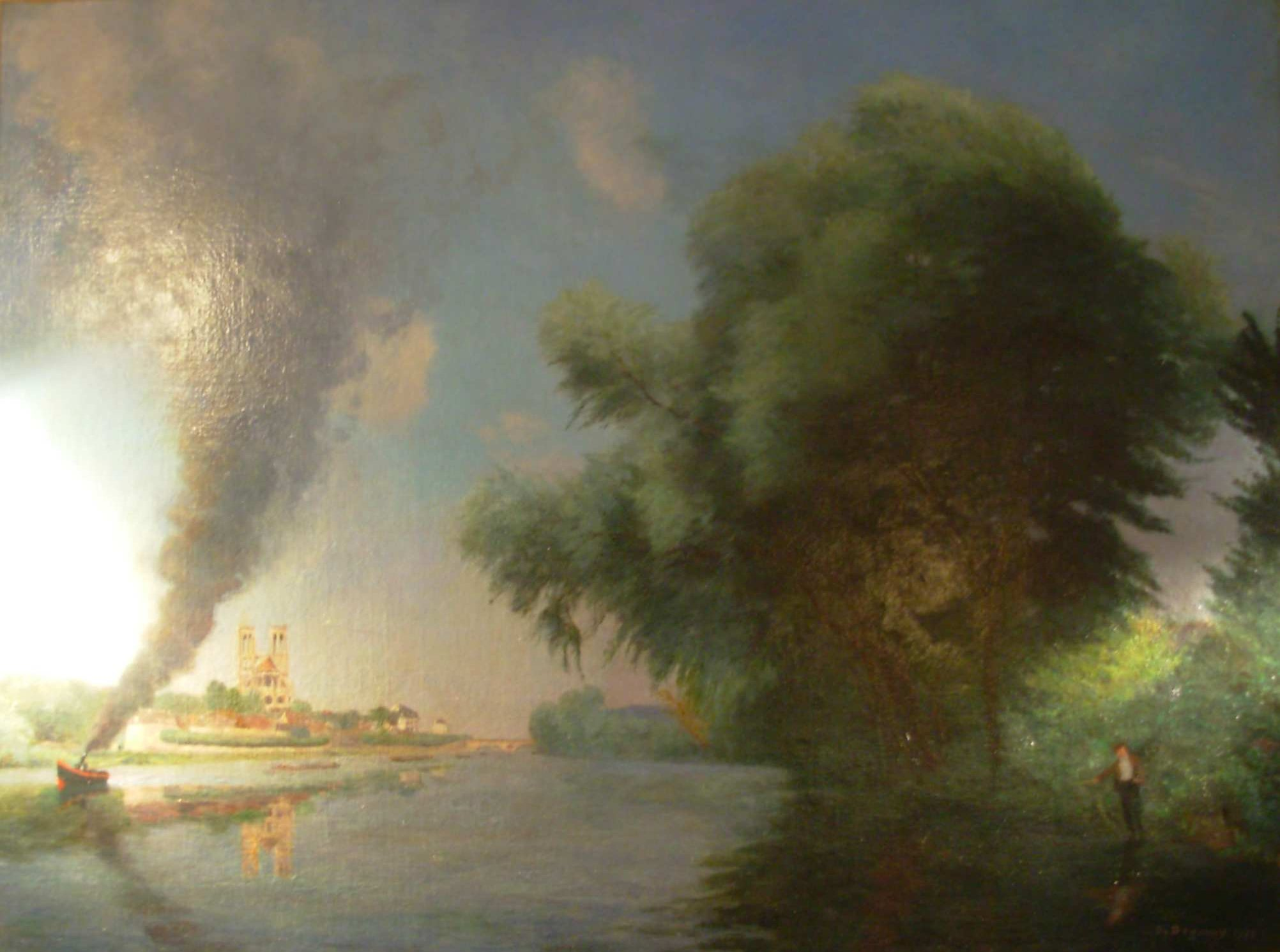
Collégiale de Mantes-la-Jolie (1933)

Gemeinsam mit anderen hat er die Fresken des Refektoriums am Lycée Fénelon de Paris angefertigt, ihm sind drei Bilder zuzuordnen: Das erste, Ronde de jeunes filles ou Les Jeux de l'enfance et de la jeunesse, wurde dem Staat 1905 für 6000 Francs verkauft. Das Werk wurde 1919 mit den Bildern Le Nid und Le Martin-pêcheur beendet, für die 1914 ebenfalls 6000 Francs gezahlt wurden.
Ab August 1881 beteiligte sich Dagnaux unter der Leitung von Louis und Pierre Carrier-Belleuse an der Anfertigung eines Panoramas von 125 × 16 m, das die fünfte Erscheinung der Jungfrau Maria vor Bernadette Soubirous darstellt.
Liste (Auswahl)
- 1880: La Boulangère au fourneau, Öl auf Holz, 41 × 32 cm (Privatsammlung)
- 1883: Gentilly, quatre heures du soir (Verbleib unbekannt)
- 1885: Autoportrait, pastel, 68 × 35 cm (Privatsammlung)
- (unbekannt): Lavandières au pont de Mantes, Öl auf Leinwand, 89 × 117 cm (Ville de Limay)
- (unbekannt, vor 1888): Portrait de M. Piquée (Verbleib unbekannt)
- 1889: Quai aux fleurs, 200 × 150 cm (Museum Annecy)
- 1891: Le Bossu, 132 × 88 cm (Privatsammlung)
- 1893: Avenue du Bois de Boulogne ; - club des Pannés, 213,5 × 305 cm (Privatsammlung)
- 1893: Hiver 93 (Museum Cambrai)
- 1895: L'Âne (Verbleib unbekannt)
- 1895: Le jardin du général aux Invalides
- 1896: Femme qui se chauffe, Öl auf Leinwand, 81 × 65 cm (Privatsammlung)
- 1898: Nu, huile sur toile, 105 × 85 cm, (Palais des Beaux-Arts de Lille)
- 1898: Veuve Goumain, marchande de citrons, Öl auf Leinwand, 160 × 130 cm (Privatsammlung)
- 1901: Étude de nu, 105 × 85 cm (Palais des Beaux-Arts de Lille)
- (unbekannt): Bords de Seine à Mantes (effet de soleil)
- (unbekannt): Bords de Seine à Mantes (effet d'orage)
- (unbekannt): Paysage sur la Seine, Öl auf Leinwand, 26 × 42 cm (Privatsammlung)
- 1905: Ronde de jeunes filles ou Les Jeux de l'enfance et de la jeunesse, 310 × 536 cm (Lycée Fénelon de Paris)
- 1906: Les Lavandières, Öl auf Leinwand, 150 × 200 cm (Musée de l'Hôtel-Dieu Mantes-la-Jolie)
- 1906: Lever de lune (Mantes) (Verbleib unbekannt)
- 1907: Bœufs à l’abreuvoir (Mantes) (Verbleib unbekannt)
- 1907: L’allée de marronniers (Mantes)
- 1907: Les dernières feuilles (Mantes), 105 × 85 cm (Musée des beaux-arts de Reims)
- 1907: La maison carrée (soleil couché) (Mantes)
- 1908: Soleil couchant à Tu-es-Roc, Öl auf Leinwand, 73 × 92 cm (Privatsammlung)
- 1908: Le Calvaire, estampe en couleurs, 35,5 × 45 cm (Bibliothèque nationale de France)
- 1910: Abside de la cathédrale ; Mantes (Präfektur von Toulouse)
- 1912: Fin de journée, Öl auf Leinwand, 170 × 200 cm (Musée de l'Hôtel-Dieu Mantes-la-Jolie)
- 1918: Lucette, Öl auf Leinwand, 120 × 112 cm (Musée des Beaux-Arts de Bordeaux)
- 1919: Le Martin-pêcheur, 320 × 310 cm (Lycée Fénelon de Paris)
- 1919: Le Nid, 320 × 310 cm (Lycée Fénelon de Paris)
- (unbekannt): Vue de Pontoise, Öl auf Leinwand, 59 × 44 cm (zerstört)
- (unbekannt): Femme nue, assise de dos (Musée d’Orsay)
- 1921: Le Vieux Saule (Mantes-la-Jolie), Öl auf Leinwand, 92 × 130 cm (Privatsammlung)
- (unbekannt): Brouillard sur le vieux pont de Mantes, Öl auf Leinwand, 73 × 92 cm (Privatsammlung)
- 1928: Paysage parisien (le Vert-Galant), Öl auf Leinwand, 65,5 × 81,5 cm (Privatsammlung)
- 1933: Paysage au bord de Seine, avec vue sur la collégiale de Mantes-la-Jolie, Öl auf Leinwand, 88 × 120 cm (Privatsammlung)

## Posthum
- In Mantes-la-Jolie trägt eine Allee seinen Namen.
- Von Oktober 2009 bis März 2010 fand im Musée de l'Hôtel-Dieu in Mantes-la-Jolie eine Retrospektive unter dem Titel «Albert Dagnaux, entre naturalisme et expressionnisme» (Albert Dagnaux, zwischen Naturalismus und Expressionismus) statt.[5]